# クラスペドドン
クラスペドドン（Craspedodon）は恐竜上目鳥盤目の、おそらくは角竜下目に属する分類群（属）である。白亜紀後期のサントニアン期（約8500万年前）に、現在のベルギー周辺に生息していた。発見されているのは数本の歯だけであり、イグアノドンのものに似ていると報告された。模式種のCraspedodon lonzeensisはルイ・ドロー（Louis Dollo）によって1883年に報告されたが、断片的な標本（歯のみ）に基づくことから疑問名と見なされている。長らくイグアノドン類だと考えられてきたが、再研究の結果、新角竜類に属し、おそらくはプロトケラトプス科よりもケラトプス上科に近縁だとする説が提唱されている。もしそれが正しければ、クラスペドドンはヨーロッパで発見された最初の新角竜類ということになる。